# Leonardo Spinazzola
Leonardo Spinazzola (Foligno, provincia de Perugia, Italia, 25 de marzo de 1993) es un futbolista italiano. Juega de defensa y su equipo es la S. S. C. Napoli de la Serie A de Italia.

## Trayectoria
Formado en los sectores juveniles del Virtus Foligno y del Siena y, en 2010, fue adquirido por la Juventus de Turín. Con el equipo juvenil del club bianconero ganó el Torneo de Viareggio en 2012, siendo premiado como mejor jugador del torneo. Debutó como profesional en la temporada 2012-2013 en la Serie B con el Empoli, y continuó su desarrollo a través de varios préstamos: Virtus Lanciano, Siena, Atalanta (con el que debutó en la Serie A), Vicenza y Perugia, donde se consolidó como lateral izquierdo.
En 2016 regresó al Atalanta en calidad de cedido por dos temporadas, afirmándose como titular en el equipo dirigido por Gian Piero Gasperini y contribuyendo al histórico cuarto puesto en la Serie A en 2017. Al año siguiente debutó en competiciones europeas, pero una lesión del ligamento cruzado anterior interrumpió su temporada.
Volvió a la Juventus en 2018, donde jugó una única temporada, conquistando la victoria en la liga y la Supercopa de Italia. En 2019 fue traspasado en forma definitiva a la Roma, con la que disputó más de 150 partidos en cinco temporadas, y ganó la Liga Conferencia 2021-22. Una grave lesión sufrida durante la Eurocopa 2020 con la selección lo mantuvo alejado de los terrenos de juego durante casi un año, pero logró volver a consolidarse en el once titular.
En el verano de 2024 fichó libre por el Napoli, con el que marcó su primer gol ante su exequipo, la Roma. Con los napolitanos ganó la liga 2024-25.

## Selección nacional
Ha sido internacional con la selección de fútbol de Italia en 24 ocasiones. Debutó el 28 de marzo de 2017, en un encuentro amistoso ante la selección de los Países Bajos que finalizó con marcador de 2-1 a favor de los italianos. Participó en la Eurocopa 2020, siendo uno de los jugadores más destacados hasta sufrir una lesión en semifinales ante Bélgica.

## Estadísticas

### Clubes
Actualizado al último partido disputado el 23 de mayo de 2025.
| Club                           | Div.          | Temporada     | Liga  | Liga  | Copas nacionales | Copas nacionales | Copas internacionales | Copas internacionales | Total | Total |
| Club                           | Div.          | Temporada     | Part. | Goles | Part.            | Goles            | Part.                 | Goles                 | Part. | Goles |
| ------------------------------ | ------------- | ------------- | ----- | ----- | ---------------- | ---------------- | --------------------- | --------------------- | ----- | ----- |
| Empoli F. C. · Italia          | 2.ª           | 2012-13       | 7     | 1     | 1                | 0                | ―                     | ―                     | 8     | 1     |
| Empoli F. C. · Italia          | Total club    | Total club    | 7     | 1     | 1                | 0                | 0                     | 0                     | 8     | 1     |
| S. S. Virtus Lanciano · Italia | 2.ª           | 2012-13       | 3     | 0     | 0                | 0                | ―                     | ―                     | 3     | 0     |
| S. S. Virtus Lanciano · Italia | Total club    | Total club    | 3     | 0     | 0                | 0                | 0                     | 0                     | 3     | 0     |
| ACN Siena 1904 · Italia        | 2.ª           | 2013-14       | 24    | 1     | 2                | 0                | ―                     | ―                     | 26    | 1     |
| ACN Siena 1904 · Italia        | Total club    | Total club    | 24    | 1     | 2                | 0                | 0                     | 0                     | 26    | 1     |
| Atalanta B. C. · Italia        | 1.ª           | 2014-15       | 2     | 0     | 3                | 1                | ―                     | ―                     | 5     | 1     |
| L. R. Vicenza Virtus · Italia  | 2.ª           | 2014-15       | 10    | 0     | 0                | 0                | ―                     | ―                     | 10    | 0     |
| L. R. Vicenza Virtus · Italia  | Total club    | Total club    | 10    | 0     | 0                | 0                | 0                     | 0                     | 10    | 0     |
| A. C. Perugia Calcio · Italia  | 2.ª           | 2015-16       | 34    | 0     | 2                | 0                | ―                     | ―                     | 36    | 0     |
| A. C. Perugia Calcio · Italia  | Total club    | Total club    | 34    | 0     | 2                | 0                | 0                     | 0                     | 36    | 0     |
| Atalanta B. C. · Italia        | 1.ª           | 2016-17       | 30    | 0     | 2                | 0                | ―                     | ―                     | 32    | 0     |
| Atalanta B. C. · Italia        | 1.ª           | 2017-18       | 18    | 0     | 1                | 0                | 6                     | 0                     | 25    | 0     |
| Atalanta B. C. · Italia        | Total club    | Total club    | 50    | 0     | 6                | 1                | 6                     | 0                     | 62    | 1     |
| Juventus de Turín · Italia     | 1.ª           | 2018-19       | 10    | 0     | 1                | 0                | 1                     | 0                     | 12    | 0     |
| Juventus de Turín · Italia     | Total club    | Total club    | 10    | 0     | 1                | 0                | 1                     | 0                     | 12    | 0     |
| A. S. Roma · Italia            | 1.ª           | 2019-20       | 24    | 1     | 0                | 0                | 8                     | 1                     | 32    | 2     |
| A. S. Roma · Italia            | 1.ª           | 2020-21       | 27    | 2     | 1                | 0                | 11                    | 0                     | 39    | 2     |
| A. S. Roma · Italia            | 1.ª           | 2021-22       | 3     | 0     | 0                | 0                | 1                     | 0                     | 4     | 0     |
| A. S. Roma · Italia            | 1.ª           | 2022-23       | 26    | 1     | 1                | 0                | 13                    | 1                     | 40    | 2     |
| A. S. Roma · Italia            | 1.ª           | 2023-24       | 24    | 1     | 2                | 0                | 10                    | 0                     | 36    | 1     |
| A. S. Roma · Italia            | Total club    | Total club    | 104   | 5     | 4                | 0                | 43                    | 2                     | 151   | 7     |
| S. S. C. Napoli · Italia       | 1.ª           | 2024-25       | 27    | 1     | 3                | 0                | —                     | —                     | 30    | 1     |
| S. S. C. Napoli · Italia       | Total club    | Total club    | 27    | 1     | 3                | 0                | 0                     | 0                     | 30    | 1     |
| Total carrera                  | Total carrera | Total carrera | 269   | 8     | 19               | 1                | 50                    | 3                     | 328   | 11    |

## Palmarés

### Campeonatos nacionales
| Título              | Club            | País   | Año     |
| ------------------- | --------------- | ------ | ------- |
| Supercopa de Italia | Juventus F. C.  | Italia | 2018    |
| Serie A             | Juventus F. C.  | Italia | 2018-19 |
| Serie A             | S. S. C. Napoli | Italia | 2024-25 |

### Campeonatos internacionales
| Título                             | Club (*)            | Sede   | Año     |
| ---------------------------------- | ------------------- | ------ | ------- |
| Eurocopa                           | Selección de Italia | Europa | 2020    |
| Liga Europa Conferencia de la UEFA | A. S. Roma          | Tirana | 2021-22 |

(*) Incluyendo la selección.

### Distinciones individuales
| Distinción                       | Año  |
| -------------------------------- | ---- |
| Equipo del Torneo de la Eurocopa | 2020 |